# Секретная информация
Секре́тная информа́ция — информация, не подлежащая разглашению, либо на распространение которой наложены ограничения вследствие возможного причинения вреда лицам, заинтересованным в её нераспространении, или лицам, неосведомлённым о том, что существует информация, получение которой тем или иным лицам способно привести к причинению этими лицами им ущерба. Случайное разглашение секретной информации или её распространение за пределы конфиденциальности называется утечкой.